# Wiłkowice
Wiłkowice – dzielnica Lublińca znajdująca się w zachodniej części miasta. Dominuje w niej zabudowa jednorodzinna, graniczy z dzielnicami Zagłówek i Wymyślacz. Na Wiłkowicach znajduje się wiele stawów, m.in. stawy: Nowy, Kęplik i Wiłkowicki.